# Blackfoot (Idaho)
Blackfoot es una ciudad ubicada en el condado de Bingham en el estado estadounidense de Idaho. En el año 2010 tenía una población de 11.899 habitantes y una densidad poblacional de 809,46 personas por km². Se encuentra sobre el curso alto del río Snake, el principal afluente del río Columbia.

## Geografía

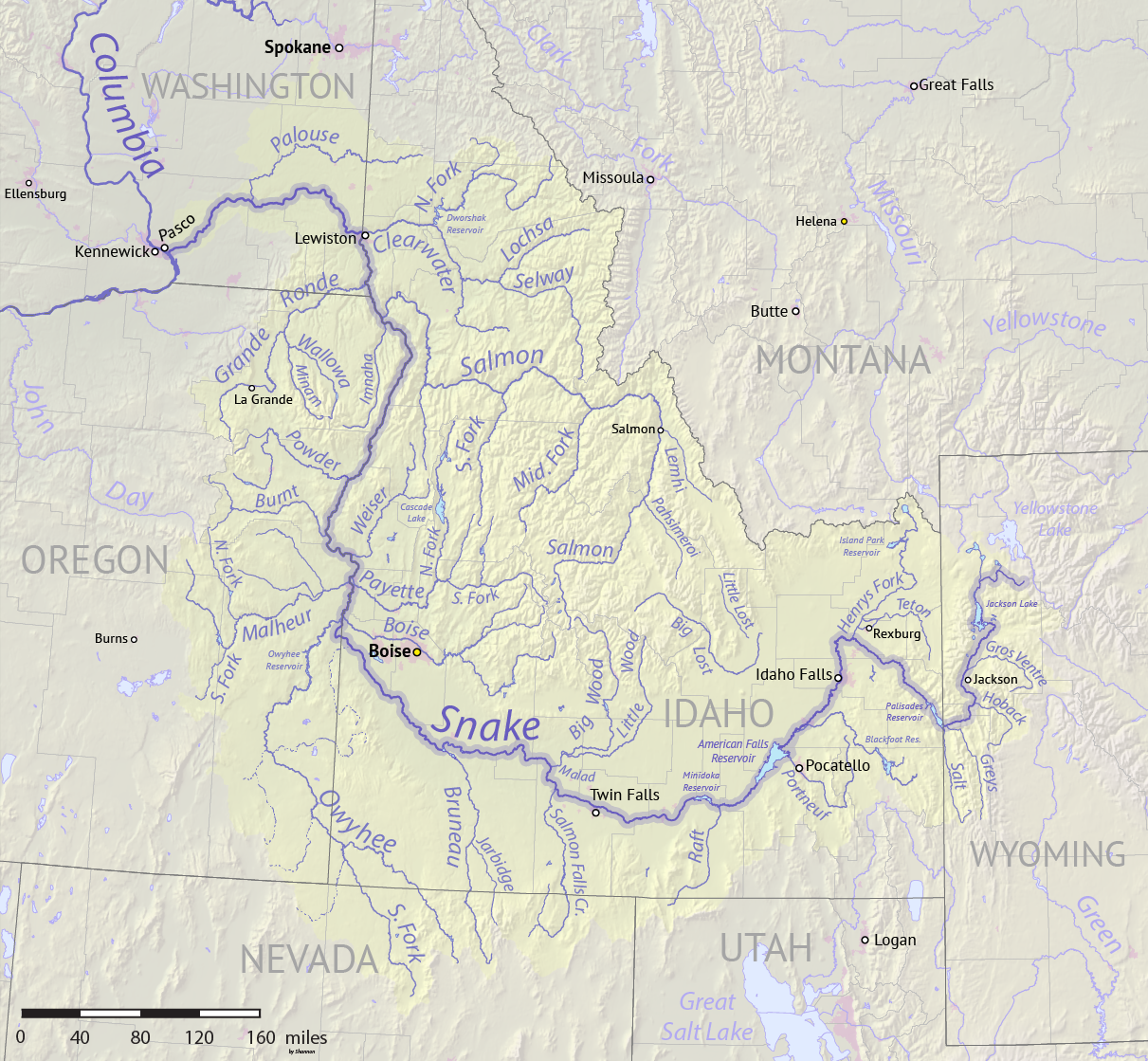
Mapa del río Snake donde aparece Blackfoot sobre el curso alto del río, a la derecha

Blackfoot se encuentra ubicado en las coordenadas 43°11′24″N 112°20′46″O / 43.19000, -112.34611. Según la Oficina del Censo, la localidad tiene un área total de 14,7 km² (5,7 mi²), de la cual 14 km² (5,4 mi²) es tierra y 0,7 km² (0,3 mi²) (4.59%) es agua.

## Demografía
En el 2000 la renta per cápita promedia del hogar era de $33,004, y el ingreso promedio para una familia era de $36,553. En 2000 los hombres tenían un ingreso per cápita de $31,489 contra $20,625 para las mujeres. El ingreso per cápita para la localidad era de $15,529. Alrededor del 14.6% de la población estaba bajo el umbral de pobreza nacional.